# 纹头斑翅鹛
纹头斑翅鹛（学名：Actinodura nipalensis），是画眉科斑翅鹛属的一种，分布于印度、不丹、中国大陆和尼泊尔。该物种的保护状况被评为无危。
纹头斑翅鹛的平均体重约为44.0克。栖息地包括温带森林、亚热带或热带的高海拔疏灌丛和亚热带或热带的湿润山地林。该物种的模式产地在尼泊尔。

## 亚种
- 纹头斑翅鹛指名亚种（学名：Actinodura nipalensis nipalensis）。分布于尼泊尔以及中国大陆的西藏等地。该物种的模式产地在尼泊尔。[3]